# N-氟吡啶三氟甲磺酸盐
N-氟吡啶三氟甲磺酸盐是一种有机氟化合物，化学式为[C5H5NF]O3SCF3。它是一种难溶于极性有机溶剂的白色固体。这个化合物可以用作亲电氟化剂。它是盐，由N-氟吡啶正离子（[C5H5NF]+）和三氟甲磺酸阴离子组成。相关的试剂包括氟试剂，它也是N-氟化盐。
N-氟吡啶正离子不仅是亲电氟化剂（即“F+”的由来），而且是单电子氧化剂。